# Spy (revistă)
Spy este o revistă de gossip din România, deținută de Cancan Media, care mai deține și revista Ciao! și tabloidul Cancan.